# Yusuke Hatanaka
Yusuke Hatanaka (Japans: 畑中勇介, Hatanaka Yūsuke; Tokio, 21 juni 1985) is een Japans voormalig wielrenner die anno 2025 ploegleider is voor Kinan Racing Team. Hij begon zijn carrière in 2008 bij Skil-Shimano en won voor deze ploeg een etappe in de Jelajah Malaysia. Na een jaar vertrok hij naar Shimano Racing Team.

## Belangrijkste overwinningen
2008
7e etappe Jelajah Malaysia
1e etappe deel B Brixia Tour (ploegentijdrit)
2011
2e etappe Ronde van Okinawa
2017
 Japans kampioen op de weg, Elite
2018
 Aziatisch kampioenschap ploegentijdrijden, Elite

## Ploegen
- 2008 –  Skil-Shimano
- 2009 –  Shimano Racing Team
- 2010 –  Shimano Racing Team
- 2011 –  Shimano Racing Team
- 2012 –  Shimano Racing Team
- 2013 –  Shimano Racing Team
- 2014 –  Shimano Racing Team
- 2015 –  Team UKYO
- 2016 –  Team UKYO
- 2017 –  Team UKYO
- 2018 –  Team UKYO
- 2019 –  Team UKYO
- 2020 –  Team UKYO
- 2021 –  Kinan Racing Team
- 2022 –  Kinan Racing Team
- 2023 –  Kinan Racing Team
- 2024 –  Kinan Racing Team

Wielerploegen van Yusuke Hatanaka
Abe ·
Bacquet ·
den Bakker ·
Beppu ·
Curvers ·
Deroo ·
Doi ·
Goesinnen ·
Hatanaka ·
Hirose ·
Houanard ·
van Hummel ·
Hupond ·
Iino ·
Ji · 
Jin ·
Kano ·
Lhotellerie ·
Nodera ·
Rooijakkers ·
Siedler ·
Suzuki ·
Timmer ·
Veelers · 
Wagner ·
Chaigneau (stagiair) · 
De Backer (stagiair) 
Araque · Hatanaka · Hirai · Hiratsuka · Hucker · Koishi · Kreder · de Maar · Nakai · Prades · Pujol · S. Tokuda · T. Tokuda · Yokotsuka · Yoshioka